# Gnadochaeta ruficornis
Gnadochaeta ruficornis là một loài ruồi trong họ Tachinidae.